# Nguse Tesfaldet
Nguse Tesfaldet Amlosom (Asmara, 10 novembre 1986) è un mezzofondista eritreo.

## Palmarès
| Anno | Manifestazione      | Sede           | Evento        | Risultato | Prestazione | Note |
| ---- | ------------------- | -------------- | ------------- | --------- | ----------- | ---- |
| 2012 | Giochi olimpici     | Londra         | 10000 m piani | 15º       | 27'56"78    |      |
| 2013 | Mondiali            | Mosca          | 10000 m piani | 8º        | 27'29"01    |      |
| 2014 | Campionati africani | Marrakech      | 10000 m piani | Oro       | 28'11"07    |      |
| 2015 | Mondiali            | Pechino        | 10000 m piani | 13º       | 28'14"72    |      |
| 2016 | Giochi olimpici     | Rio de Janeiro | 10000 m piani | 9º        | 27'30"79    |      |

## Altre competizioni internazionali
2010
- Bronzo in Coppa continentale ( Marrakech), 5000 m piani - 13'31"31

2012
- Oro alla Zwolle Half Marathon ( Zwolle) - 1h01'39"
- Bronzo alla Zevenheuvelenloop ( Nimega) - 42'28"
- Bronzo alla Groesbeek Zwitserloot Dak Run ( Groesbeek) - 28'19"

2013
- Bronzo alla Yangzhou Half Marathon ( Yangzhou) - 1h00'46"
- Bronzo alla Luanda International Half Marathon ( Luanda) - 1h02'07"
- Oro alla Dam tot Damloop - 45'28"

2014
- Argento alla Ras Al Khaimah International Half Marathon ( Ras al-Khaima) - 59'39"
- Oro alla Yangzhou Half Marathon ( Yangzhou) - 1h00'08"
- 5º alla Zevenheuvelenloop ( Nimega) - 42'40"

2015
- Bronzo alla Yangzhou Half Marathon ( Yangzhou) - 59'55"
- Bronzo alla Venlo Half Marathon ( Venlo) - 1h01'18"

2016
- Bronzo alla Ras Al Khaimah International Half Marathon ( Ras al-Khaima) - 1h00'41"
- Oro alla San Silvestre Vallecana ( Madrid)

2017
- 5º alla Ras Al Khaimah International Half Marathon ( Ras al-Khaima) - 1h00'04"
- 7º alla Yangzhou Half Marathon ( Yangzhou) - 1h01'35"
- Oro al Cross Zornotza ( Amorebieta-Etxano) - 32'51"
- 4º alla San Silvestro Vallecana ( Madrid - 28'35"

2019
- Oro alla Mezza maratona di Napoli ( Napoli) - 1h02'09"